# Via de Cintura
La Via de Cintura és el nom amb què es coneix l'autopista Ma-20, el primer cinturó de la ciutat de Palma. Gestionada en l'actualitat pel Consell de Mallorca, va ser construïda en 1990 per reduir el trànsit del centre de la ciutat. El creixement progressiu del trànsit provocà que s'ampliés a tres carrils en gran part del seu recorregut en 2010, tot i que la via ha tornat a veure incrementar-se el seus nivells de trànsit a nombres preocupants a partir de 2015. Per evitar el col·lapsament, es treballa en el desdoblament de la Ma-30 com a segon cinturó en el projecte denominat com Via Conectora amb la expectativa que s'alleugerin els nivells de trànsit de la Ma-20.
La via comença a l'enllaç 3 de la Ma-19 i consta d'un total de 15 sortides cap a distints punts de la capital i les vies més importants de l'illa, entre les quals destaca la Ma-13. La via acaba enllaçant amb la sortida 5 de la Ma-1 en direcció Andratx i Portopí, que incorpora una petita sortida d'entrada a Cala Major.

## Història

### Inauguració
Per evitar el col·lapse circulatori al centre de Ciutat, en 1990 es va inaugurar el traçat complet de la Via de Cintura, projectada per Manuel Ribas i Piera en 1973. Aquest cinturó de circumval·lació va ser projectat per enllaçar amb moltes zones perifèriques allunyades entre si, però també per marcar els límits entre l'eixample i la perifèria. La autopista dibuixa una gran línia corba que encercla tot el nucli urbà de Palma. Inicialment va ser denominada com a PM-20 fins a la seva transferència des del Ministeri de Foment al Consell de Mallorca. La seva amplària era de dos carrils de circulació a cada sentit des de la Ma-1 a la Ma-1110 i de tres des de la Ma-1110 a la Ma-19.

### Ampliació a tres carrils
El creixement continuat del trànsit a l'illa junt el creixement urbà de la ciutat provoca el col·lapse a la Via de Cintura entorn de 2009, per lo qual es decideix l'afegiment d'un tercer carril a cada sentit de la Ma-20 a gran part dels trams on la via només té dos carrils. També es planteja la possibilitat de construir un segon cinturó desdoblant la Ma-30 des de la Ma-11 a la Ma-19 per alleugerir el trànsit de la via; tot i això, gràcies a la forta oposició veïnal que presenta el projecte del segon cinturó a causa de les seves dimensions i les expropiacions que implicaria, el projecte és desestimat de moment.
El 24 de setembre de 2009 es va reunir la Taula de Contratació constituïda per donar a conèixer als licitadors l'informe de valoració dels criteris tècnics elaborat per Miguel Ataún Lecea, enginyer del Servei d'Actuació Viària, a data del 22 de setembre de 2009, amb relació a l'obra; ampliació del tercer carril de la Via de Cintura entre la Ma-1110 i el túnel de Gènova amb un pressupost base de licitació de 12,4 milions d'euros i un termini d'execució estimat en 18 mesos, quedant adjudicada l'obra a les empreses VOPSA i COPISA.
El 16 de desembre de 2009 el Consell Insular de Mallorca inaugura oficialment de la mà de la seva presidenta Francina Armengol junt al Conseller d'Obres Públiques, Antoni Pasqual, i el Director Insular de Carreteres, Gonzalo Aguiar, el començament de les obres.
El 13 de setembre de 2010 es inaugura el primer tram comprés entre la carretera de Valldemossa i la sortida de Son Rapinya, coincidint amb el inici del nou curs escolar, i posteriorment s'afegeix el tercer carril a la resta de la via fins a la sortida de Gènova. L'única part que queda amb dos carrils es tracta de la compresa entre la sortida 9 (Gènova) i la Ma-1.

### Creixement continuat del trànsit
Tot i la presència del tercer carril a tota la via, a poc a poc el trànsit continua incrementant-se; creant-se retencions a les hores punta. A més, els estudis determinen que la situació sols empitjorarà.

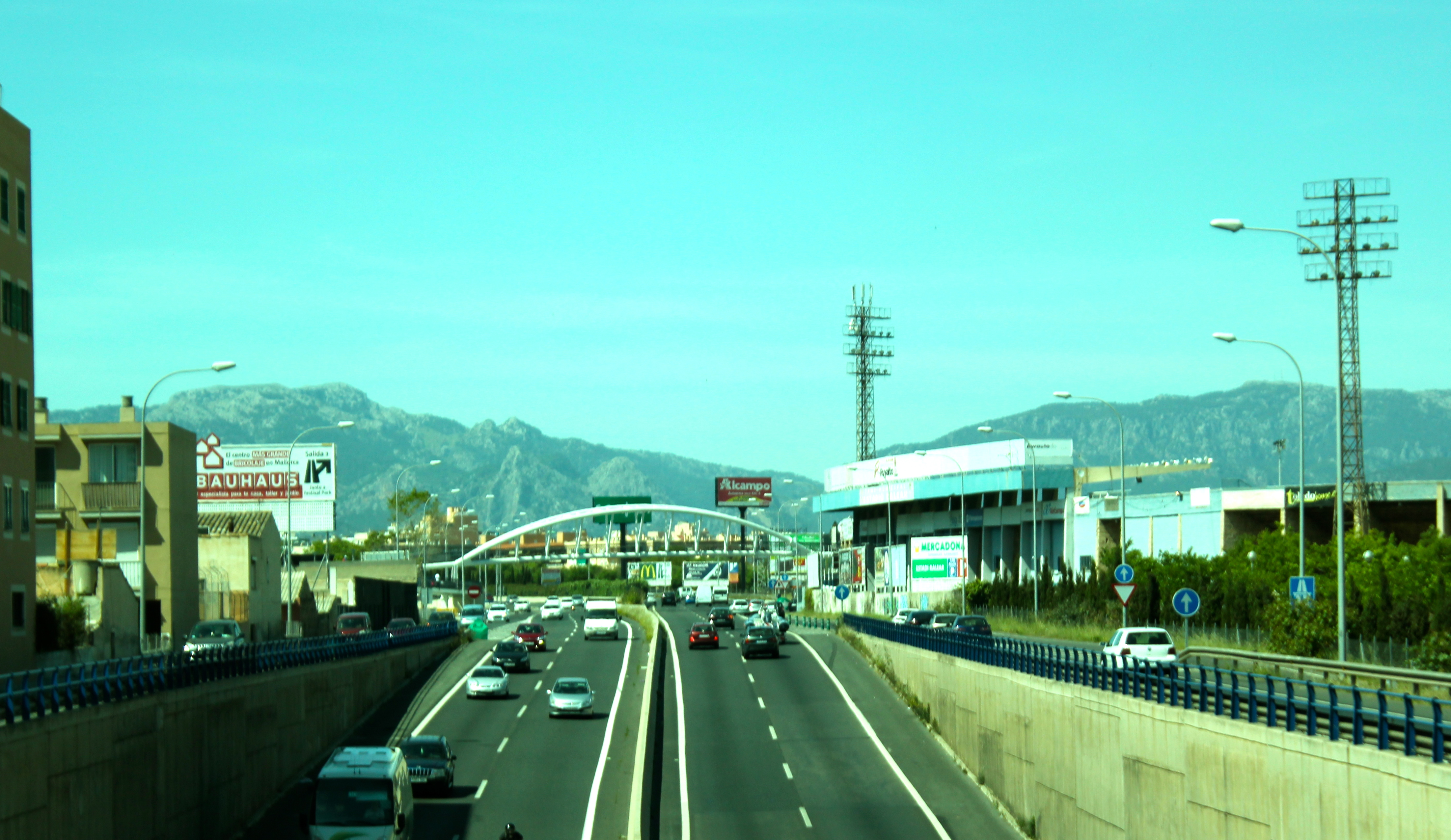
Vista del pont per a vianants en l'enllaç amb la Ma-15

avant aquests problemes, la solució del segon cinturó, o via conectora, que es duia discutint des del 2010 sense trobar consens, és replantejada. Es decideix eliminar el tram més polèmic per les seves expropiacions e impacte (des de la Ma-11 a la Ma-13), quedant el projecte des de la Ma-13 a la Ma-19; elaborar informes ambientals i dimensionar el projecte perquè aquest sigui una carretera desdoblada i no una autovia o autopista. Malgrat que l'ambient sembla calmar-se amb l'eliminació del primer tram; segueix existint crispació en alguns col·lectius veïnals i ecologistes, en especial al GOB. Tot i això, en estiu de 2012 s'inicien les obres d'un dels trams de la nova via a realitzar amb l'objectiu de descarregar de trànsit d'una vegada a la Ma-20. També es treballarà en un dels punts més conflictius de la Via de Cintura, l'enllaç amb la Ma-15, que és modificat per assolir una millor capacitat. Aquest nou enllaç és obert al trànsit el 13 de juny de 2013, amb finançament del Ministeri de Foment.

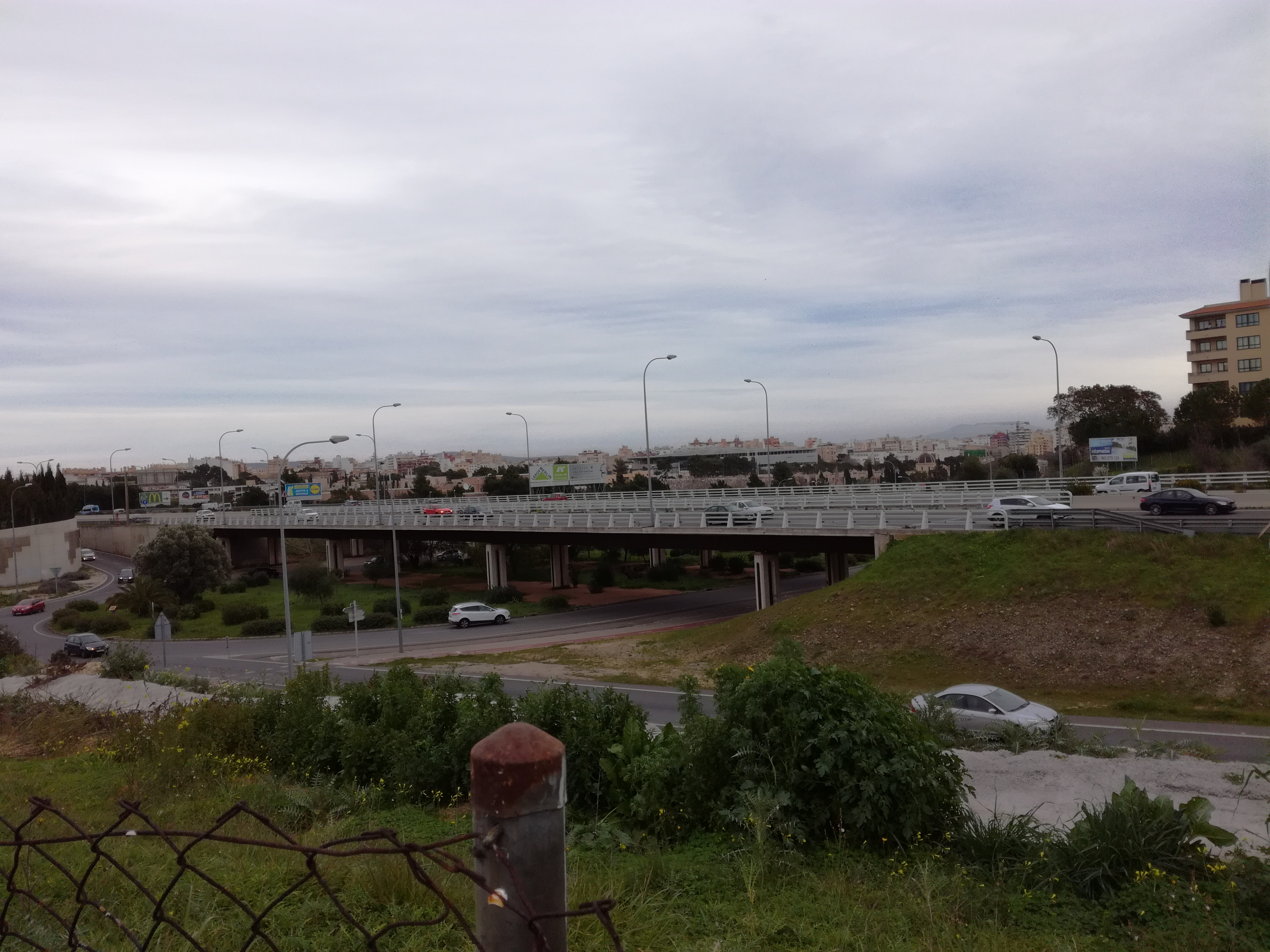
Viaducte de la sortida 7A

No obstant això, les obres de la Ma-30 avancen molt a poc a poc mentre l'aforament a la Via de Cintura no atura d'incrementar-se, i en 2015 comença a notar-se acusadament la saturació de la carretera, especialment als accesos a la ciutat i al estiu, elevant-se encara més la mitjana de vehicles que circulen per aquesta, convertint-se en una de les autopistes més transitades de tot Espanya. Aquest col·lapse es tornava encara més gran quan succeïen accidents de trànsit, provocant embotellaments quilomètrics. La situació esmentada es manté empitjorant en 2016 malgrat l'entrada en servei d'alguns trams ja desdoblats de la Ma-30.
| Tram               | IMD 2013 | IMD 2015 | Variació porcentual |
| ------------------ | -------- | -------- | ------------------- |
| Accés a Ma-1 oest  | 71 337   | 78 014   | + 9.36 %            |
| Accés a Ma-1 est   | 40 331   | 44 066   | + 9,26 %            |
| Túnel de Gènova    | 82 809   | 87 451   | + 5,61 %            |
| Gènova             | 98 392   | 102 813  | + 4,49 %            |
| Son Rapinya        | 120 901  | 123 457  | + 2,11 %            |
| Puigpunyent        | 139 941  | 149 387  | + 6,75 %            |
| Son Hugo           | 157 111  | 169 382  | + 7,81 %            |
| Accés a Ma-13      | 110 313  | 120 534  | + 9,27 %            |
| es Pont d'Inca     | 126 425  | 138 143  | + 9,27 %            |
| Accés a Ma-15      | 123 256  | 134 681  | + 9,27 %            |
| Accés a Ma-19 oest | 59 972   | 65 531   | + 9,27 %            |
| Accés a Ma-19 est  | 115 095  | 127 764  | + 11,01 %           |

El statu quo en 2017 no millora, les retencions passen de ser habituals a diàries i a estendre's als carrers als quals l'autopista dona accés. A més, els accessos a la ciutat, que convergeixen a la Ma-20, també es col·lapsen a conseqüència de la congestió a la Via de Cintura. Aquesta situació empitjora encara més amb l'arribada de l'estiu, que suposa un gran increment en el nombre de cotxes de lloguer que s'incorporen a les carreteres, 100 000 segons la patronal del sector.

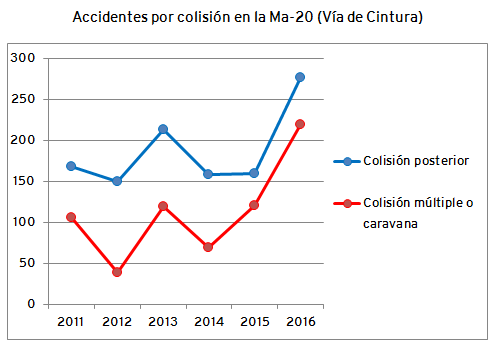
Gràfica de les col·lisions a la Ma-20

Des del Consell de Mallorca s'adverteix que la carretera ha arribat al seu límit de capacitat, que xifren al voltant de 2400 vehicles per carril. Tot i això, la institució assegura que quan es completi la Via Connectora completament el trànsit es reduirà. A més, anuncia l'elaboració d'un Pla Metropolità de Mobilitat per Palma amb la col·laboració de la ciutadania i els municipis veïns de la capital amb l'objectiu de reduir l'ús del cotxe davant el transport públic i realitzar actuacions a la mateixa i principals vies entorn de la ciutat. També es planteja com a proposta a llarg termini la reducció de la velocitat màxima o la creació de carrils bus - VAO a la Via de Cintura.
A més a més, segons la Dirección General de Tráfico, aquest major nombre de vehicles provoca una major sinistralitat a la carretera, que provoca un augment encara major del col·lapse circulatori al crear llargues cues i embossos quan aquests accidents esdevenen.

## Recorregut

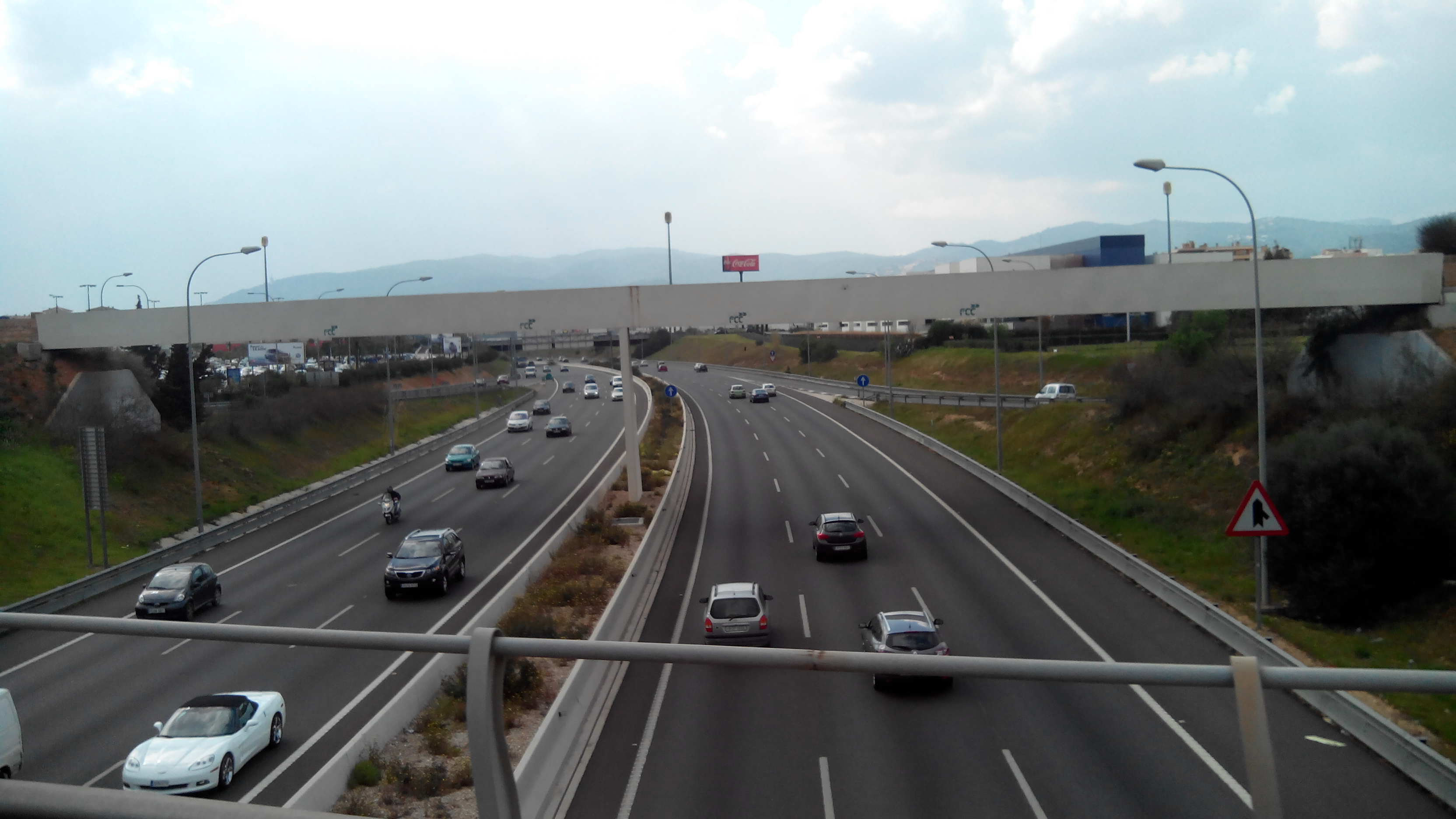
La Ma-20 vista des d'un pas elevat a la altura de la sortida 5B

La Ma-20 comença amb enllaç amb la Ma-19 a l'est de la ciutat, connectant-la amb ambdós sentits de la via (aeroport i Passeig Marítim), per continuar en un recorregut de circumval·lació de la ciutat i connectant amb la carretera de Manacor, l'autopista d'Inca i la carretera de Sóller, a més d'accesos a carrers i avingudes palmesanes i a carreteres menors. Finalment, en l'altre extrem del nucli urbà, autopista es bifurca en un intercanvi amb els dos sentits de la Ma-1, el port i Andratx, junt a una darrera sortida cap a Cala Major.

### Taula de recorregut detallada
Nota: Per desplegar la taula, premeu [Amplia] a la cel·la situada més a la dreta. Si voleu accedir a les pàgines respectives de Viquipèdia de les direccions, feu clic a la part del panell on són escrites.
| Esquema | Sentit Andratx (Est-Oest, calçada exterior, dalt-baix) | Sentit Andratx (Est-Oest, calçada exterior, dalt-baix) | Sentit Andratx (Est-Oest, calçada exterior, dalt-baix) | Sentit Andratx (Est-Oest, calçada exterior, dalt-baix) | Sentit Aeroport (Oest-Est, calçada interior, baix-dalt) | Sentit Aeroport (Oest-Est, calçada interior, baix-dalt) | Sentit Aeroport (Oest-Est, calçada interior, baix-dalt) | Sentit Aeroport (Oest-Est, calçada interior, baix-dalt) | Notes |
| Esquema | Límit de velocitat                                     | Carrils                                                | Sortida                                                | Sortida                                                | Sortida                                                 | Sortida                                                 | Carrils                                                 | Límit de velocitat                                      | Notes |
| Esquema | Límit de velocitat                                     | Carrils                                                | Nº - km                                                | Direccions                                             | Direccions                                              | Nº - km                                                 | Carrils                                                 | Límit de velocitat                                      | Notes |
| ------- | ------------------------------------------------------ | ------------------------------------------------------ | ------------------------------------------------------ | ------------------------------------------------------ | ------------------------------------------------------- | ------------------------------------------------------- | ------------------------------------------------------- | ------------------------------------------------------- | ----- |
|         |                                                        |                                                        |                                                        |                                                        | Bifurc                                                  | 0                                                       |                                                         |                                                         |       |
|         |                                                        |                                                        | 1                                                      |                                                        | Salidas 1A y 1B                                         | 1A, 1B                                                  |                                                         |                                                         |       |
|         |                                                        |                                                        | 3A                                                     |                                                        | Salida 3A                                               | 3A                                                      |                                                         |                                                         |       |
|         |                                                        |                                                        | 3B                                                     |                                                        |                                                         | 3B                                                      |                                                         |                                                         |       |
|         |                                                        |                                                        | 4                                                      |                                                        |                                                         | 4                                                       |                                                         |                                                         |       |
|         |                                                        |                                                        | 5A                                                     |                                                        |                                                         |                                                         |                                                         |                                                         |       |
|         |                                                        |                                                        | 5B                                                     |                                                        |                                                         | 5B                                                      |                                                         |                                                         |       |
|         |                                                        |                                                        | 6                                                      | centro                                                 | centro                                                  | 6                                                       |                                                         |                                                         |       |
|         |                                                        |                                                        | 7A                                                     |                                                        |                                                         | 7A                                                      |                                                         |                                                         |       |
|         |                                                        |                                                        | 7                                                      |                                                        |                                                         | 7                                                       |                                                         |                                                         |       |
|         |                                                        |                                                        | 8                                                      |                                                        |                                                         | 8                                                       |                                                         |                                                         |       |
|         |                                                        |                                                        | 9                                                      |                                                        |                                                         | 9                                                       |                                                         |                                                         |       |
|         |                                                        |                                                        | 10                                                     | Túnel de Gènova                                        | Túnel de Gènova                                         | 10                                                      |                                                         |                                                         |       |
|         |                                                        |                                                        | 11A,11B                                                |                                                        | Salida 11B                                              | 11B                                                     |                                                         |                                                         |       |